# Strenzketoma buddenbrocki
Genre
Espèce
Synonymes
- Proisotoma buddenbrocki Strenzke, 1954

Strenzketoma buddenbrocki, unique représentant du genre Strenzketoma, est une espèce de collemboles de la famille des Isotomidae.

## Distribution
Cette espèce se rencontre en Europe.

## Étymologie
Ce genre est nommé en l'honneur de Karl Strenzke.

## Publications originales
- Strenzke, 1954 : Verbreitung und Systematik der Collembolen der deutschen Nordund Ostseekuste. Veroeffentlichungen des Instituts fuer Meeresforschung in Bremerhaven, vol. 3, p. 46-65.
- Potapov, Babenko & Fjellberg, 2006 : Taxonomy of the Proisotoma complex. Redefinition of genera and description of new species of Scutisotoma and Weberacantha (Collembola, Isotomidae). Zootaxa, no 1382, p. 1-74.